# 17956 Andrewlenoir
17956 Andrewlenoir este un asteroid din centura principală de asteroizi.

## Descriere
17956 Andrewlenoir este un asteroid din centura principală de asteroizi. A fost descoperit pe 10 mai 1999 la Socorro, New Mexico, în cadrul proiectului LINEAR. Asteroidul prezintă o orbită caracterizată de o semiaxă mare de 2,24 ua, o excentricitate de 0,07 și o înclinație de 2,0° în raport cu ecliptica.